# Littérature du IIIe siècle av. J.-C.
Littérature du IVe siècle av. J.-C. - Littérature du IIIe siècle av. J.-C. - Littérature du IIe siècle av. J.-C.
Chronologie de la littérature

## Événements
- Vers 300 av. J.-C. : Zénon de Cition fonde l’école stoïcienne où école du Portique Pœcile[1].
- 287-268 av. J.-C. :  Straton de Lampsaque dirige le Lycée d’Athènes en remplacement de Théophraste[1].
- Vers 285-247 av. J.-C. : le poète tragique et grammairien grec Lycophron de Chalcis travaille à la bibliothèque d'Alexandrie sous Ptolémée II Philadelphe (auteur présumé de l’Alexandra, long poème tragique)[2].
- Vers 270 av. J.-C. : dernières inscriptions royales en langue akkadienne en Mésopotamie[3].
- 268-241 av. J.-C. : Arcésilas de Pitane dirige l'Académie d'Athènes à la mort de Cratès et fonde la Nouvelle Académie[4].
- 268-224 av. J.-C. : Lycon de Troade prend la direction du lycée d'Athènes à la mort de Straton de Lampsaque[5].
- 262-232 av. J.-C. : Cléanthe d'Assos (331-232 av. J.-C.) succède à Zénon de Cition à la direction du Portique Pœcile[1].
- Vers 260-230 av. J.-C. : apparition des écritures brahmi  et kharoshthi en Inde sur les Édits d'Ashoka[6]. Ashoka favorise l’essor du bouddhisme. Il mentionne de longues séances de caractère culturel et théâtral, mêlant la récitation, le chant et les danses, qui visent à porter à la connaissance du plus grand nombre la doctrine éthique du Bouddha, le dharma[7].
- Vers 260-257 av. J.-C. : série des piliers d’Ashoka, monuments commémoratifs bouddhiques d’art indo-perse[8]. Leurs inscriptions sont des édits qui nous renseignent sur la politique et les instructions que l’empereur adresse à ses fonctionnaires[9]. Dans ces inscriptions, son nom n’apparaît que sous les titres de « Bienveillant » (Piyadassi) et « Aimé des dieux » (Devanampiya)[10]. Elles sont gravées en dialectes locaux pour être comprises de tous. À Kandahar, on a découvert en 1957 une inscription en deux langues (grec et araméen), ce qui indique que ces langues étaient alors parlées dans la région.

- Vers 250 av. J.-C. : une traduction de textes hébreux en grec (koinè), la version des Septante, est commencée en Égypte par soixante-douze auteurs sur ordre de Ptolémée II[11],[12].
- 232-204 av. J.-C. : Chrysippe de Soli dirige le Portique Pœcile[1].
- 221 av. J.-C. : en Chine, Li Si, premier ministre de Qin Shi Huang, coordonne toutes les écritures utilisées en Chine, ce qui donne les idéogrammes de style petit sceau (Xiǎozhuàn). À partir de 206 av. J.-C., l’écriture des scribes, le lishu, créée par Cheng Miao, se développe pour répondre au besoin de traitement de quantités croissantes de documents. Le pinceau, invention attribuée au général Meng Tian, est adopté comme instrument d'écriture[13].

## Théâtre
- Après 211 av. J.-C. : introduction de l’atellane à Rome, genre de comédie ayant vu le jour à Atella, en Campanie, où l’on retrouve les mêmes personnages d’une pièce à l’autre[14]. Plaute, un ombrien, premier écrivain du nord de l’Italie, écrit entre 212 et 186 av. J.-C. une vingtaine de comédies dont le Miles gloriosus (le soldat fanfaron)[15].
- Vers 212 av. J.-C. : La Comédie des ânes, ou « Asinaria » en latin, comédie de Plaute[16].
- Vers 201 av. J.-C. : La Cassette, pièce de Plaute[16].

## Œuvres majeures
- Vers 316-266 av. J.-C. : Histoire de Sicile et Histoire de Pyrrhus de Timée de Tauroménion. Chassé de Sicile par Agathocle, il se réfugie à Athènes et y reste cinquante ans à écrire son œuvre avant de rentrer en Sicile sous Hiéron II[17].
- IIIe siècle av. J.-C. : rédaction finale de l’Ecclésiaste, récité lors de la Fête des tabernacles[18].
- Vers 300 av. J.-C. : 
  - Arthashâstra de Kautilya (identifié à Chanakya, ministre de Chandragupta Maurya, actif vers 350-275 av. J.-C.), traité politique et militaire de l’Inde ancienne en sanskrit[19]. Il expose en détail les devoirs du roi et les moyens dont il dispose pour pratiquer l’art de gouverner et assurer le bien-être de son peuple. Il décrit notamment les devoirs du moine jaïna[20].
  - rédaction des Livres des Chroniques de l'Ancien Testament par un auteur inconnu, surnommé le Chroniste[21]. Il ne craint pas de modifier les traditions pour insister sur l’idée de responsabilité personnelle.
  - époque probable de la rédaction du Livre d’Esdras et du Livre de Néhémie[21]. Il rapporte la restauration du royaume d’Israël après la captivité de Babylone.

- Vers 300-280 av. J.-C. : Histoire Sacrée du mythographe Évhémère, actif à la cour de Cassandre. Il affirme que les dieux sont d’anciens grands hommes divinisés par la crainte et l’admiration de leurs contemporains (évhémérisme)[3],[22].
- Vers 300-200 av. J.-C. : rédaction du Livre de Jonas[23].
- Entre 290 et 278 av. J.-C. : le prêtre babylonien de Bêl Bérose publie une « Histoire de Babylone » (Babyloniaca), rédigée en grec[24].

- Vers 280 av. J.-C. :
  - Histoire des diadoques et Histoire des épigones de Hiéronymos de Cardia concernant les événements entre 323 et 272 av. J.-C.[25].
  - Histoire de la Grèce et Histoire de la Macédoine (de 370 à 280) de Douris de Samos[26] (également auteur d’une Histoire d’Agathocle).
- Vers 276 av. J.-C. : les Phénomènes poème didactique du poète alexandrin Aratos de Soles[11].
- Vers 275 av. J.-C. : le poète sicilien Théocrite écrit deux poèmes sur l'amour de Polyphème pour Galatée, qui lui préfère Acis[27].
- 263 av. J.-C. : rédaction de la Chronique de Paros[11].
- Vers 250 av. J.-C. : Chroniques d’Égypte (Aiguptiaka), de l’historien égyptien Manéthon, prêtre d’Héliopolis, écrites en grec. Elles retraçaient l’histoire des souverains et pharaons égyptiens des origines à Alexandre le Grand. Manéthon y donne le classement en trente dynasties conservé par les historiens modernes[28].

- Entre 225 et 175 av. J.-C. : rédaction possible du livre de Tobit en araméen[29].
- Vers 220 av. J.-C. : 
  - les Argonautiques, épopée d’Apollonios de Rhodes[3].
  - Phylarque, historien, écrit l’histoire de la Grèce depuis de 272 à 220 av. J.-C.[26].

## Personnages significatifs
- Ariston de Chios, philosophe stoïcien. Ses critiques rejoignent souvent celles des sceptiques.
- Straton de Lampsaque, philosophe aristotélicien. Il enseigne qu'il ne peut y avoir de dieu hors du monde.
- Timée de Tauroménion, historien, auteur d'une Histoire de Sicile et d'une Histoire de Pyrrhus[26].